# Banca nazionale di Panama
La banca nazionale di Panama è l'entità bancaria ufficiale dello stato centroamericano di Panama. Fondata nel 1904, svolge alcune funzioni di banca centrale, anche se non può emettere banconote poiché la moneta legale a Panama è il dollaro USA. 
La valuta ufficiale dello stato è il balboa panamense che funziona esclusivamente in termini di contabilità. Per questo motivo Panama non è una banca centrale tradizionale.

## Storia
La storia della Banca Nazionale di Panama è strettamente legata a quella della Repubblica.  Fondata nel 1904, sei mesi dopo la nascita della Repubblica come Banco Hipotecario y Pendario: su iniziativa del deputato don Rodolfo Chiari, il presidente Manuel Amador Guerrero promulgò la legge 74 del 13 giugno 1904, che diede vita giuridica a quello che sarebbe diventato il braccio economico e finanziario della nazione.
Con un capitale iniziale di 500 pesos d'oro, aprì le sue porte al pubblico il 12 ottobre 1904, con un personale austero. I suoi primi direttori, consulenti e clienti furono alcuni degli eroi dell'indipendenza più rispettabili e prestigiosi. Oltre agli oneri ipotecari iniziali, la banca effettuava operazioni di sconto e riceveva depositi da agricoltori, allevatori e industriali, ed era molto severa nell'obbligo di concedere garanzie ai propri clienti. Offrì prestiti che costituirono il capitale iniziale per l'allora incipiente sviluppo nazionale.
Nel 1911 il nome venne cambiato in Banco Nacional, e si consolidò come motore della crescita produttiva interna, in particolare nel settore agricolo e zootecnico. Nel 1919 furono istituite le prime filiali provinciali.
Nel 1956 fu dichiarata Banca di Stato, ma con personalità giuridica propria, con autorità autonoma nella gestione interna e soggetta solo alla sorveglianza e al controllo dell'Esecutivo e del Controllore Generale della Repubblica.